# Dying Alive
Dying Alive ist die vierte DVD der deutschen Thrash-Metal-Band Kreator. Sie erschien am 30. August 2013 über Nuclear Blast Records.

## Entstehung
Die DVD wurde beim Konzert von Kreator am 22. Dezember 2012 in der Oberhausener Turbinenhalle aufgezeichnet. Es war das letzte Konzert einer 45-tägigen Europatournee, die Kreator mit den Vorgruppen Morbid Angel, Nile und Fueled by Fire absolviert haben. Während der Tournee wurde bereits ein Auftritt in Berlin aufgezeichnet. Nach dem Konzert kam den Musikern die Idee, eine DVD zu veröffentlichen. Es wurde ein Filmteam zusammengestellt, das die Musiker für einige Tage auf Tournee begleitete, um die Konzertabläufe einzustudieren. Der Auftritt in Oberhausen wurde von insgesamt 24 Kameras mitgezeichnet. Dabei fingen die Kameras nicht nur das Geschehen auf der Bühne ein, sondern wurden auch an Gitarrengurten oder im Moshpit im Publikum postiert. Dieses Konzept hat Kreator-Sänger vom Produzenten Moses Schneider übernommen, der das Kreator-Album Hordes of Chaos produzierte. In einem Interview erklärte Petrozza, dass Schneider im Studio lieber ein Mikrofon mehr aufstelle, um alles einzufangen.
Regie führte Matthias Kollek, der zuvor einige Musikvideos mit der Band drehte. Gemischt und gemastert wurde Dying Alive von Jens Bogren. Der größte Teil des Materials wurde im Studio nicht mehr nachbearbeitet. Die Ausnahme war eine Strophe bei dem Lied Phantom Antichrist, wo sich Sänger Mille Petrozza versungen hatte. Mit diesem Fehler hätte die DVD laut Petrozza nicht veröffentlicht werden können.
Petrozza fungierte zudem als ausführender Produzent. Im Vorfeld der DVD-Produktion rief die Band ihre Fans auf, ihre besten Fotos von und mit der Band einzusenden. Einige dieser Fotos wurden im Booklet der DVD abgedruckt.

## Veröffentlichung
Dying Alive erschien als DVD und Blu-ray jeweils mit einer Doppel-CD als Beilage. Darüber hinaus erschien das Werk als Earbook inklusive DVD, BluRay, Doppel-CD sowie einer Bonus-CD. Des Weiteren erschien Dying Alive auch als Doppel-CD und auf Doppel-LP im schwarzen Vinyl. Exklusiv über den Mailorder-Shop von Nuclear Blast erschien das Earbook mit einer Bonus-7"-Vinylsingle sowie die Doppel-LP im roten und orangen Vinyl. Die letzten beiden Versionen sind auf 250 Exemplare limitiert. Am 29. August 2013 wurde die DVD im Essener Kino Lichtburg uraufgeführt.

## Titelliste

### DVD
| 1. Intro: Mars Mantra 2. Phantom Antichrist 3. From Flood into Fire 4. Enemy of God 5. Phobia 6. Hordes of Chaos 7. Civilization Collapse | 1. Voices of the Dead 2. Extreme Aggression 3. People of the Lie 4. Death to the World 5. Endless Pain 6. Pleasure to Kill 7. Intro 2 - The Patriarch | 1. Violent Revolution 2. United in Hate 3. Betrayer 4. Flag of Hate 5. Tormentor 6. Outro/Credits |

Als Bonusmaterial enthält die DVD noch den Dokumentarfilm Behind the Dying, ein Backstagevideo des Liedes Phantom Antichrist sowie die Musikvideos der Lieder Phantom Antichrist und Civilization Collapse.

### CD
| 1. Intro: Mars Mantra 2. Phantom Antichrist 3. From Flood into Fire 4. Enemy of God 5. Phobia 6. Hordes of Chaos 7. Civilization Collapse 8. Voices of the Dead 9. Extreme Aggression 10. People of the Lie 11. Death to the World 12. Coma of Souls 13. Endless Pain 14. Pleasure to Kill | 1. Intro 2 - The Patriarch 2. Violent Revolution 3. United in Hate 4. Betrayer 5. Flag of Hate / Tormentor 6. Intro / The Pestilence 7. Amok Run 8. Demon Prince 9. When the Sun Burns Red 10. Warcurse |

Die Lieder 6 bis 10 der zweiten CD wurden bei anderen Konzerten mitgeschnitten.

## Rezeption
Für Anzo Sadoni vom deutschen Magazin Metal Hammer ist Dying Alive eine „neue visuelle Machtdemonstration“, die neben „der tighten und starken Bandperformance, dem guten Sound, der formidablen Songauswahl speziell durch den exzellenten weil höchst dynamishen Schnitt begeistert“. Sadoni vergab sechs von sieben Punkten. Thomas Meyns vom Onlinemagazin Metalnews.de bezeichnete Dying Alive als „längst überfälliges Live-Dokument“. Die Veröffentlichung würde „ein rundum gelungenes Konzert mit grandioser Atmosphäre“ bieten. Das Bonusmaterial beschrieb er als „ein wenig mager“ und vergab sechs von sieben Punkten.